# Llista d'associacions estel·lars i grups mòbils propers
Aquesta és una llista d'associacions estel·lars properes i grups propers. Una associació estel·lar és un cúmul estel·lar molt fluix, més fluix que un cúmul obert. Un grup en moviment és el romanent d'una associació estel·lar. Els membres de les associacions estel·lars i els grups mòbils comparteixen propietats cinemàtiques similars, així com edats i composició química similars.

Aquesta és una llista d'associacions estel·lars i de grups mòbils propers. Una associació estel·lar és un grup en moviment és el romanent d'una associació estel·lar. Els membres de les associacions estel·lars i els grups en moviment comparteixen propietats cinemàtiques similars, així com edats i composició química similars.

La llista s'ordena segons la distància al sistema solar.
| Nom                                  | Referència   |
| ------------------------------------ | ------------ |
| Associació estel·lar de l'Ossa Major |              |
| Associació estel·lar d'AB Doradus    |              |
| Grup mòbil Beta Pictoris             |              |
| Grup mòbil proper Carina             |              |
| Associació d'Hèrcules-LIra           | [ 1 ]        |
| Associació de Tucà-Rellotge          |              |
| HÍades                               |              |
| Associació de Coloma                 |              |
| Associació de TW Hydrae              |              |
| Associació de Carina                 | [ 2 ]        |
| Cúmul estel·lar de Coma              | [ 3 ]        |
| Associació de Peix Volador-Carina    | [ 4 ]        |
| Grup de 32 Orionis                   |              |
| Grup mòbil d'η Chamaeleontis         | [ 5 ]        |
| Grup mòbil de χ1 Fornacis            |              |
| Associació de 118 Tau                | [ 6 ]        |
| Associació d'ε Chamaeleontis         |              |
| Grup 10                              | [ 7 ] [ 8 ]  |
| Associació inferior de Centaure Crux |              |
| Grup 29                              | [ 9 ] [ 10 ] |
| Associació de Taure-Cotxer           |              |
| Grup 26                              |              |
| Associació d'Octans                  |              |
| Associació Lupus Centaure superior   |              |
| Associació d'Scorpius-Centaurus      |              |
| Associació de ρ Ophiuchi             |              |
| Plèiades                             |              |
| Grup de Corona Australis             |              |
| Grup de Corona Australis superior    |              |
| Grup de Platais 8                    | [ 11 ]       |